# Palacio Museo Hallwyl

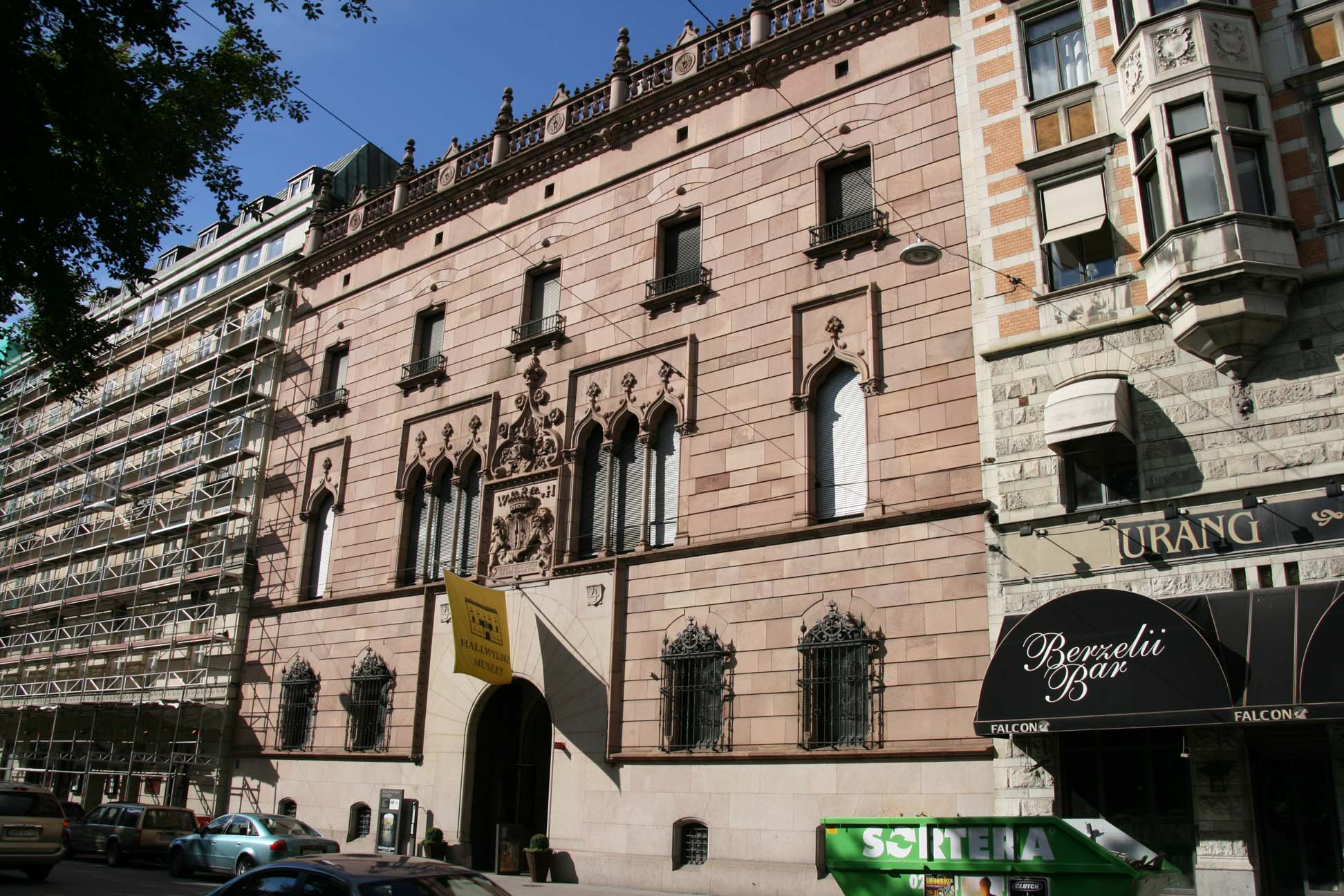
Fachada del Palacio Hallwyl

El palacio Hallwyl (en sueco: Hallwylska palatset) es un histórico edificio residencial localizado en el centro de Estocolmo (Suecia). Está situado en el n.º 4 de la calle Hamngatan, frente al parque Berzelii de la capital.
El palacio fue construido por el arquitecto sueco Isak Gustaf Clason (1856-1930) entre 1893 y 1898 como residencia para los condes Walther (1839-1921) y Wilhelmina (1844-1930) von Hallwyl. Además de ser la residencia de los condes, fue creado para contener la extensa colección de arte de la condesa.
El edificio es una combinación de estilos que van del gótico tardío veneciano al renacentista temprano español con la idea de crear un "palazzo". En el interior no se reparó en gastos, usando los mejores materiales y prestigiosos artesanos. Además, fue dotado de modernas instalaciones como electricidad, ascensor, calefacción central, baños o teléfono.

## Hallwylska museet
Los condes von Hallwyl donaron este palacio a la muerte de la condesa en 1930 al Estado sueco con el mandato de convertirlo en museo y mantenerlo inalterado. Toda la colección se debe a Wilhelmina von Hallwyl, apasionada coleccionista de arte. Cuenta con más de 50.000 objetos entre cuadros, tapices, mobiliario, plata, porcelana, armaduras, etc. Wilhelmina dejó todos los objetos catalogados en un inventario con fotografías y descripciones. Constituye en su conjunto un testimonio del estilo de vida y decoración del periodo victoriano sueco y de un palacio privado del siglo XIX.
Se realizan visitas guiadas diariamente en inglés y no se permite realizar fotografías en el interior. Los horarios de visita así como el precio de la entrada pueden consultarse en la página web del propio museo.